# Rue Dom-Calmet
La rue Dom-Calmet est une voie de la commune de Nancy, dans le département de Meurthe-et-Moselle, en région Lorraine.

## Situation et accès
Cette courte voie, d'une direction générale est-ouest, est placée au sein de la Ville-neuve, et appartient administrativement au quartier Charles III - Centre Ville.
Elle débute à son extrémité orientale Rue Saint-Dizier et aboutit Rue des Carmes sans croiser d'autre voie. La voie est parallèle à la rue Saint-Jean, ainsi qu'à la rue Gambetta.

## Origine du nom
Elle porte ce nom en l'honneur du moine bénédictin, Dom Augustin Calmet, successivement prieur de Lay-Saint-Christophe en
1715, abbé de Saint-Léopold de Nancy, en 1718, et abbé de Senones en 1728.

## Historique
Cette voie qui était initialement dénommée « place de la Lycorne » est devenue « petite rue des Carmes » puis « rue des Carmes » en 1763, « rue Molière » en 1791, « petite rue des Carmes » en 1814 avant de prendre sa dénomination actuelle le 7 février 1867.